# Abu Bakr kalifa
Abu Bakr (Mekka, ~573  – Medina, 634. augusztus 23.) volt az iszlám első rasídún (igaz úton vezérelt) kalifája (uralkodott 632. június 8-ától haláláig). Mohamed próféta legjobb barátjaként és egyik apósaként az első muszlimok egyike volt, nevéhez fűződik a szíriai és mezopotámiai hódítás megkezdése, valamint a próféta halála után felkelt beduin törzsek lázadásainak, az úgynevezett riddának a leverése is.

## Származása, élete az iszlám előtt
Abu Bakr, teljes nevén Abdalláh ibn Uszmán a Banú Tajm, a Kurajs-törzs egy kisebb klánjának a tagja volt. Apja mellékneve után szokás Abdalláh ibn Abí Kuháfa névvel illetni. Mint oly sok vezető mekkai személyiség, ő is kereskedő volt, akit nagyra becsültek bíróként, a városi hagyományok ismerőjeként és álomfejtőként. Mohamed próféta fellépésekor az első iszlámra áttértek között volt, ekkor cserélte le eredeti nevét (Abd al-Kaaba = a Kába szentély szolgája) Abdalláhra (= Isten szolgája). Muszlim teológusi berkekben vitatott, hogy ő, vagy a negyedik kalifa, az akkor még gyermek Ali ibn Abí Tálib volt az első, iszlámot felvevő férfi.

## A próféta mellett
Muszlimként Abu Bakr is kénytelen volt a mekkai közösség ellenszenvét és nyomását elviselni, de gondot fordított a legkiszolgáltatottabb hitsorsosai, a rabszolgák felszabadítására, hogy védelmébe vehesse őket. Közéjük tartozott többek között az első müezzin, Bilál ibn Ribáh is. 615-ben egy időre számos más muszlimhoz hasonlóan Abesszíniába települt, de családjával együtt hamarosan visszatért. 622-ben adta feleségül lányát, Áisát Mohamedhez – a híradások szerint Áisa lett Isten küldöttének legkedvesebb asszonya.
A hidzsra során Mohamed próféta társaságában menekült el Mekkából, követve a már Medinába települt híveket. Egy hadísz megőrizte, amikor éjszaka a városon kívül egy barlangban rejtőztek el üldözőik elől.
A muszlim közösség medinai évei alatt Abu Bakr részt vett minden, a próféta által vezetett hadjáraton, így jelen volt a 624-es badri, a 625-ös uhudi és a 630-as hunajni ütközetben.
Mohamed próféta halálos ágyán rábízta az ima (szalát) vezetését, majd halálakor a muhádzsirún (emigráns mekkaiak) és az anszár (medinai segítők) prominens képviselői a Szakífában összegyűlve – nem kis mértékben a későbbi utód, Omár ibn al-Hattáb ráhatására – Abu Bakrot helyettessé, kalifává nevezték ki. (A síiták meggyőződése, hogy Mohamed korábban rendelkezett Ali örökösödéséről [ld. búcsúzarándoklat, Gadír Humm], így Abu Bakr uralma a szemükben törvénytelen kalifa.)

## Az első kalifa

### Ridda-háborúk
Mohamed próféta halála lehetőséget teremtett az iszlám által rájuk kényszerített belbéke miatt a vallási kérdések iránt kevéssé fogékony, ellenben a rablások és vérbosszú tiltásával, illetve az adófizetés kötelezettségével megterhelt hidzsázi és nedzsdi nomád törzsek számára. Nagy részük felbontottnak tekintette a szövetséget, mintha az valamiféle személyhez kötődő, pogány kori rendelkezés lett volna.
Abu Bakr kalifáé lett az a feladat, hogy megállítsa az ún. visszarendeződést (ridda), majd megoldást keressen a társadalmi feszültségek megoldására. Az Arab-félsziget megbékéltetése 632–633 között lezajlott. A legsúlyosabb gondott a Táif városában fellépő „Hazug” Muszajlima jelentette, aki nem egyszerűen megtagadta az iszlámot, hanem kijelentette magáról, hogy próféta, és Mohamed örököse. Végül „Isten kardja”, Hálid ibn al-Valíd győzte le hosszas harcot követően.

### Új irány: észak
A következő évben támadás indult észak felé, Szíria és Mezopotámia ellen. Portyákra már Mohamed utolsó éveiben is került sor az északi határszélen – ahogy a pogány korban is –, de az igazi hódítások megindulása az első kalifához köthetőek. Ő már nem érhette meg, hogy az iszlám állama kiterjedjen a Bizánci és az Újperzsa Birodalom közel-keleti területeire, és nem is hódítani indította a hadait. A világtörténelmi és a belső helyzet szerencsés konstellációjának gyümölcsét már Abu Bakr utóda, Omár kalifa aratta le.

### AKorán
Szunnita vélekedés szerint a számos, mohamedi revelációkat betéve tudó muszlim halálát látva már Abu Bakr megbízta Omárt, hogy gyűjtse össze a próféta kinyilatkoztatásait, és írásba foglalva őrizze meg azokat az utókor számára. Az ekkor elkészült gyűjteményt Hafszánál, Omár egyik lányánál helyezték el, és ez szolgált a későbbiekben az oszmáni végleges Korán-redakció alapjául.

## Utódlása, emlékezete
Halála közeledtével Abu Bakr tanácskozott a társak (szahába) legbefolyásosabbjaival, és arra jutott, hogy az őt trónhoz juttató támaszát, Omárt jelölte ki örököséül, akit így a közösség nagy része jó előre elfogadott. Az első kalifa valószínűleg természetes okokból kifolyólag halt meg, bár egyes hagyományok szerint megmérgezték. A medinai Próféta-mecsetben (Maszdzsid an-Nabaví, ahol Mohamed próféta, és Omár kalifa is nyugszik) helyezték nyugalomra. 
Politikai és történelmi szempontból rendkívül jelentős uralkodó volt, mivel harcaival garantálta a frissen megalakult kalifátus fennmaradását. A szunnita hagyományban a rendkívül megtisztelő asz-Sziddík (az Igaz) névvel illetik, és számos hadísz emlékszik meg róla. A barlangi rejtőzködés mellett feljegyezték, hogy Abu Bakrnak felsőbbrendű hite van, és azon tízek közé tartozik, akik a paradicsomba jutnak. Számos hadísz emlékszik meg örökösi kijelöléséről.
Bár Ali ellenvetés nélkül letette a hűségesküt (bajaa) az első kalifának – sőt, két utódjának is – a síiták szerint ez csak névleges egyetértést jelentett a Mohamed próféta szándékának ellentmondó helyzetbe, és szerintük Mohamed egyetlen igaz örököse politikai passzivitásával fejezte ki elégedetlenségét ezekben az években. Az is meggyőződésük, hogy Abu Bakr üldözte Alit és családját, és ennek az üldözésnek tudják be Muhszin ibn Ali, Ali és Fátima az-Zahrá meg nem született gyermeke halálát. (A szunnita vélekedés szerint Muhszin csecsemőként, természetes halállal halt meg.)

## Házasságai és leszármazottai
Három feleségéről tudunk.
- Kutajla bint Abd al-Uzza, aki nem volt hajlandó lemondani pogány hitéről, ezért Abu Bakr elvált tőle, amikor maga csatlakozott Mohamedhez. Két gyermeke született tőle: Aszma bint Abí Bakr, illetve Abdallah ibn Abí Bakr
- Umm Rumánt özvegyként vette feleségül, tőle született Áisa, Mohamed felesége, és bátyja, Abd ar-Rahmán ibn Abí Bakr.
- Aszmá bint Umajsz túlélte férjét, és később Ali kalifa felesége lett. Abu Bakrtól két gyermeke született: Umm Kulszúm bint Abí Bakr, Omár felesége, illetve a búcsúzarándoklat során született Muhammad ibn Abí Bakr, Ali nevelt fia és támogatója.